# مسابقات جهانی تنیس روی میز ۱۹۵۷
مسابقات جهانی تنیس روی میز ۱۹۵۷ (انگلیسی: 1957 World Table Tennis Championships) بیست و چهارمین دوره مسابقات جهانی تنیس روی میز است که در شهر استکهلم، سوئد برگزار شده است.
این مسابقات از ۷ تا ۱۵ مارس ۱۹۵۷ در دو بخش تیمی و انفرادی انجام شده است.